# Духневич, Роберт
Роберт Духневич (лит. Robert Duchnevič; род. 15 августа 1991, Mažosios Kabiškės, Вильнюсский район) — литовский политический деятель польского происхождения, мэр Вильнюсского районного самоуправления (с 2023).

## Биография
Родился 15 августа 1991 года в Вильнюсском районе, Литва, в семье польского происхождения.
В 2010 году окончил местную гимназию города Неменчине, после чего поступил на юридический факультет Университета имени Миколаса Ромериса, который окончил в 2017 году со степенью магистра в области торгового права.
В 2014 году он присоединился к «Социал-демократической партии Литвы», став помощником депутата Сейма. В следующем году он начал юридическую карьеру в правительственном Департаменте по делам национальных меньшинств.
В апреле 2017 года он занял пост члена Вильнюсского районного самоуправления, а 19 марта 2023 года был избран его председателем после ухода с поста Марии Рекст.